# Журавлёва, Ольга Сергеевна
Ольга Сергеевна Журавлёва (род. 4 мая, 1987 года, Минск, БССР) — белорусская телеведущая, певица, актриса, дизайнер женской одежды.

## Биография
В 2010 году участвовала на международном фестивале «Славянский базар—2010» в концертной программе «Танцуй до утра». Неоднократно выступала на площадках в составе бэндов «Gentle Beat», «Sahara band». Участница группы «Ocean B». Исполняет кавер-версии как мировых хитов так и популярные русскоязычные произведения в стилях Pop, Pop-rock, acid Jazz, RnB. 
В 2013 году вела телепрограмму «Время союза» с Игорем Угольников на телеканале ТРО. Также вела рубрику «Модный Look» на телеканале БелМузТВ.
В 2014 году стала финалисткой Американского конкурса в Киеве «Supernova Star Search». Также вышла в полуфинал музыкального шоу «Поющие города 3» на телеканале СТВ. В 2015 году в составе бэнда «Gentle Beat» участвовала в проекте СТВ «Звездный ринг» в битва кавер-бэндов. С песней «Never Give Up» участвовала в отборочном конкурсе к участию на «Евровидение-2016».
С 2015 года работает телеведущей  на телеканале «Беларусь 2», ведёт программы «ТелеУтро», «Модный гардероб» и «Пин-код».
Является модным белорусским дизайнером  одежды, некоторые звёзды белорусской эстрады выходят на сцену в костюмах от  Ольги Журавлёвой. В 2016 году со своей дизайнерской коллекцией «Городская современная мода» участвовала в Минском фестивале-конкурсе белорусской моды и искусства «Этно-стиль». С мая 2017 года на телеканале «Беларусь 2» ведёт собственную рубрику «О Моде».

## Роли в кино
| Год  |   | Название              | Роль                     |
| ---- | - | --------------------- | ------------------------ |
| 2015 | с | Возвращение Мухтара-2 | Имя персонажа не указано |